# Chemin de perfection
Le Chemin de perfection (en espagnol : Camino de perfección) est un ouvrage écrit par Thérèse d'Avila en 1566. Ce livre lui est demandé à l'origine par les religieuses carmélites du couvent Saint-Joseph à Avila qu'elle vient de fonder. Son confesseur relit l'ouvrage et lui demande de corriger certains passages. Thérèse en profite pour restructurer et compléter son ouvrage. Si la publication officielle de cet ouvrage n'a pas lieu du vivant de Thérèse (malgré sa tentative de publication), plusieurs copies manuelles sont néanmoins réalisées dans les années suivant sa rédaction. Trois éditions sont également réalisées avant la première édition des autres œuvres thérésiennes.
L’œuvre est diffusée en 1583 dans une édition réalisée à Évora (Portugal). L'édition de princeps, réalisée en Espagne en 1588, est rapidement traduite et diffusée en France (1601). Cette œuvre est depuis régulièrement retraduite et republiée chez de nombreux éditeurs.
Les deux manuscrits originaux réalisés par Thérèse sont conservés dans la  bibliothèque royale de l'Escurial et dans le  couvent des carmélites de Valladolid.

## Historique

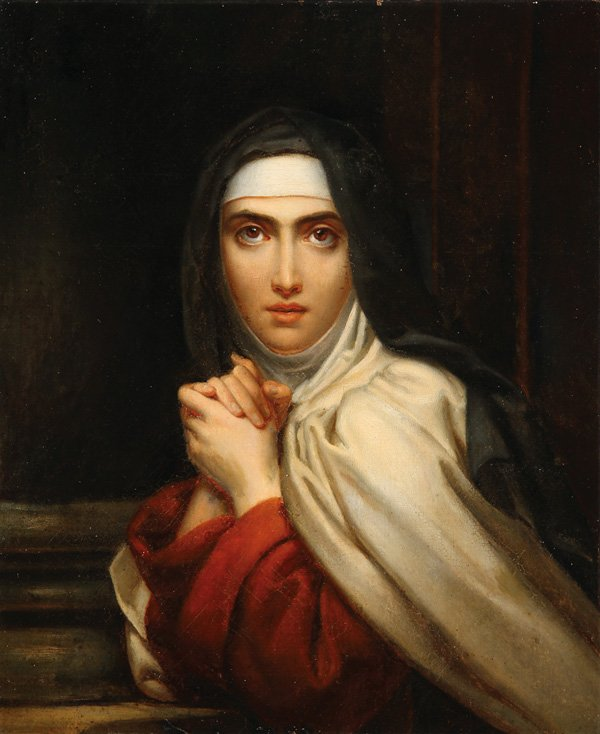
Thérèse d'Ávila, par François Gérard, 1827. Infirmerie Marie-Thérèse, Paris.

### Le Contexte
Thérèse d'Avila a lancé sa réforme du Carmel en fondant un premier couvent de carmélites réformées à Avila en 1562. En 1565, Thérèse a rédigé sa biographie Le Livre de la vie, dans lequel elle donne de nombreux conseils spirituels à ses religieuses (et en particulier des conseils pour l'oraison). Mais cet écrit est jugé « trop personnel » par le confesseur de Thérèse qui bloque sa diffusion. Plus tard, l'inquisition saisira toutes les copies du livre (pour enquête), rendant impossible l'utilisation de l'ouvrage par les religieuses des différents couvents,.
Les religieuses de la communauté carmélitaine du monastère de Saint-Joseph d’Avila demandent donc à leur fondatrice des conseils spirituels pour profiter de son expérience personnelle. Elles lui demandent de leur parler (en particulier) de l’oraison.
Thérèse entreprend donc à leur demande, en 1566, un nouvel ouvrage plus bref (que le Livre de la vie) où elle s’exprime « dans un style simple et familier comme en dialogue avec ses sœurs ». Ce premier écrit, sans chapitre ni découpage prédéfini s'assimile plus à une longue lettre qu'à un réel ouvrage (structuré),.
Dans le prologue de son ouvrage, Thérèse précise bien que cette rédaction a été réalisée « à la demande des carmélites de Saint-Joseph » et avec l'autorisation de son confesseur. Mais Thérèse n'hésite pas à ajouter, avec malice, que si elle s'est enfin décidée à écrire, c'est parce que ses religieuses l'ont « tellement importunée », qu'elle s'est décidée « à leur obéir ».

### La rédaction de l’œuvre
Thérèse soumet son premier manuscrit à la relecture du Père Garcia de Toledo. Celui-ci y apporte une cinquantaine de corrections. Thérèse reprend alors sa copie et rédige une nouvelle version en recopiant son texte et en supprimant les passages « jugés litigieux par le censeur ». Elle en profite pour ajouter de nouveaux paragraphes et structurer son ouvrage en chapitres. Si le document gagne en lisibilité, Didier-Marie Golay estime que le nouvel écrit « perd en spontanéité et fraîcheur », et que « l'aspect du dialogue diminue ». Cette nouvelle rédaction est achevée en 1566 quelques mois après la première. Si Thérèse note en préambule de son livre « Ce livre renferme des avis et des conseils que Thérèse de Jésus donne à ses filles ... », c'est un relecteur inconnu qui note au verso du manuscrit « Livre appelé Chemin de perfection, composé par Thérèse de Jésus ». Ce bref autographe va donner le nom de l'ouvrage qui sera très vite connu sous ce titre.

### Les manuscrits originaux
Les deux documents autographes de Thérèse d'Avila sont parvenus jusqu'à nous :
- La première version du manuscrit est conservée dans la bibliothèque royale de l'Escurial : le roi Philippe II ayant exigé que les « grands manuscrits de la Madré »[N 2] soient déposés dans la bibliothèque royale, cet exemplaire y a donc été versé. À ce jour, le manuscrit est toujours conservé dans cette bibliothèque.
- La seconde rédaction, effectuée sur demande de son correcteur, a pu être conservée par les carmélites du couvent de Valladolid. Ce document autographe est toujours conservé dans leur monastère.

La seconde version du document (manuscrit de Valladolid), est recopiée manuellement en quatre exemplaires. L'une de ces copies, le manuscrit dit de Tolède (manuscrit conservé par les carmélites de Tolède), est corrigé manuellement par Thérèse d'Avila qui y apporte des annotations et des corrections (elle remanie également le découpage en chapitres de l'ouvrage). C'est cette version du document que Thérèse cherchera à faire imprimer et qui donnera lieu à l'édition de 1583.

### Les éditions de l’œuvre

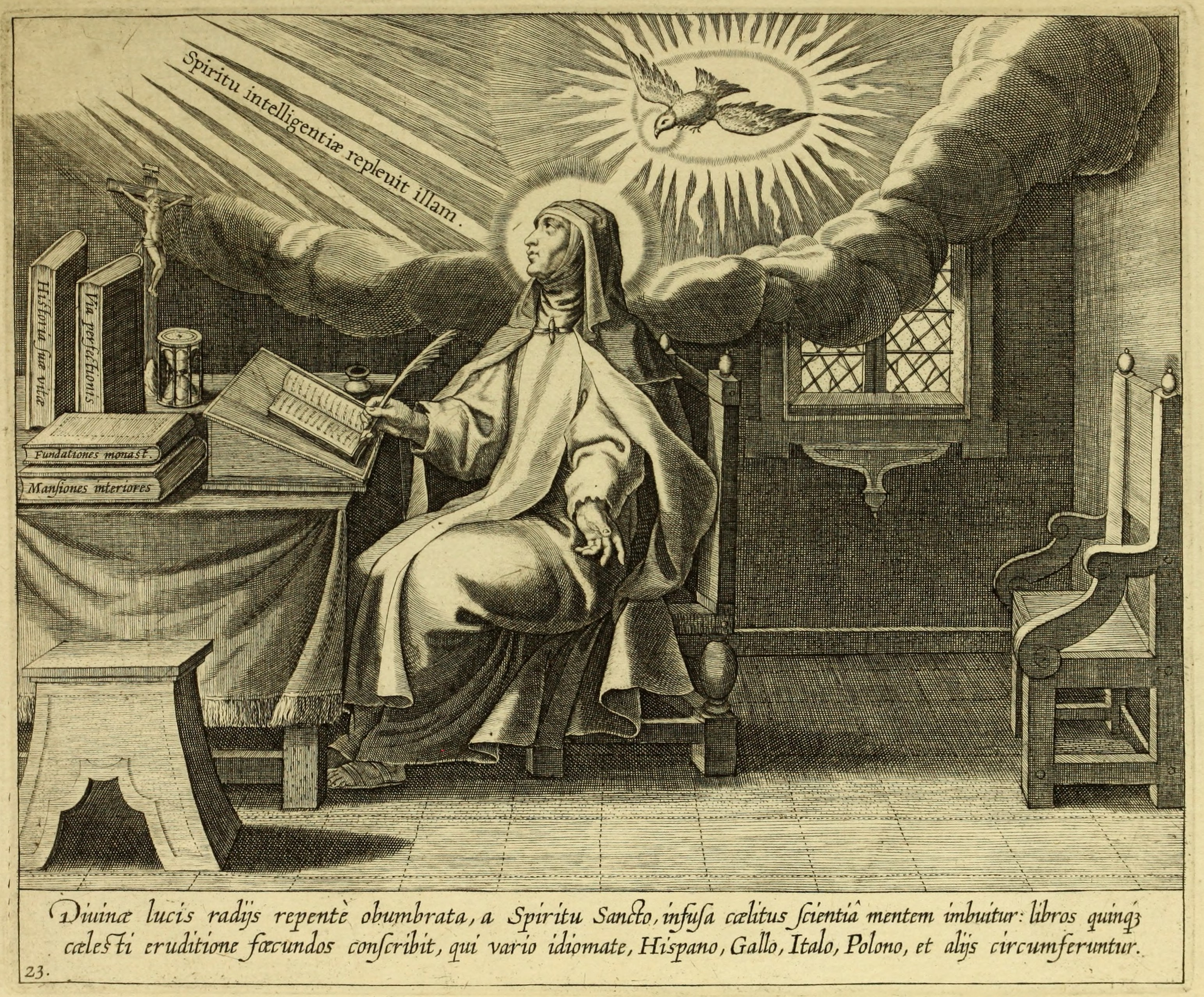
Gravure du XVII représentant Thérèse d'Avila inspirée par l'Esprit-Saint lors de l'écriture de son ouvrage.

La première publication officielle de l’œuvre est faite à l'initiative de Thérèse d'Avila : elle demande à l'évêque d'Évora (au Portugal), qu'elle connait bien, de faire réaliser cette édition. Mais le projet prend du temps, et l'édition n'est disponible qu'en 1583, soit après son décès. Deux autres éditions de l’œuvre vont avoir lieu avant l'éditions princeps de 1588. 
L'éditions de princeps réalisée par Luis de León en 1588 comporte les ouvrages suivants : Le Livre de la vie, le Chemin de perfection, le Château intérieur, ainsi que quelques autres écrits mineurs (Relations, Exclamations, Avis spirituels). Cette édition est financée en partie par Jean de Brétigny (un gentilhomme français), qui dès 1598 débute la traduction de l’œuvre en français. La version française est relue par le père Guillaume de Cheure, puis publiée en 1601 à Paris, en trois volumes (le Chemin de perfection correspondant au volume II). Une publication en Italie avait eu lieu juste avant la publication française. D'autres traductions (et publications) sont faites en France en 1630, puis 1644 et 1670.
À la fin du XIXe siècle, Marcel Bouix, jésuite, consulte les manuscrits originaux et retraduit l'ensemble des œuvres.
Aujourd'hui, il existe trois traductions françaises principales des œuvres thérésiennes :
- traduction du père Grégoire de Saint Joseph (aux éditions du Seuil[9])
- traduction de Marcelle Auclair (Éditions Desclée de Brouwer[10])
- traduction des Carmélites de Clamart[N 4] (éditions du Cerf[11])

### Présentation de l’œuvre
Pour Didier-Marie Golay, Thérèse présente dans cet ouvrage un « manuel de vie chrétienne », un chemin où la vie d'oraison est intimement connectée à la vie quotidienne. D.M. Golay insiste sur la notion de progression et de cheminement dans cet ouvrage (il rappelle que le mot « chemin » est repris plus de 70 fois dans cet écrit, en plus de nombreux termes et locutions faisant référence à la marche). Thérèse indique elle-même qu'elle propose « un chemin qui mène à la contemplation ». Mais Thérèse rappelle que ce chemin est difficile et demande de l'énergie, elle dit : « je veux que vous ne paraissiez femme en rien, mais que vous soyez des hommes forts ». Régulièrement, Thérèse rappelle l'importance de la vertu d'humilité (ce thème revient dans presque tous les chapitres).
Au début de son ouvrage, Thérèse insiste sur trois points (importants) : le détachement des biens terrestres, la charité fraternelle et l'humilité, car il est important, d'après elle, d'affermir les vertus pour pouvoir avancer dans l'oraison. Puis elle développe sur plusieurs chapitres un enseignement sur les différentes formes d'oraison. Pour la Madré, l'oraison est un combat d'Amour pour lequel il faut tout sacrifier. Elle rappelle aussi l'importance de méditer sur l'humanité du Christ. Ainsi elle rappelle le besoin de persévérance dans l'effort, et de générosité totale en gardant « le regard fixé sur Jésus ».
Enfin, elle termine son ouvrage par une longue méditation de la prière du Notre Père.

#### Vue synthétique
- Prologue
- Vertus fondamentales :
  - chapitres 1 à 3 : le choix de la pauvreté
  - chapitres 4 à 7 : la charité fraternelle
  - chapitres 8 à 14 : le détachement
  - chapitres 15 à 18 : l’humilité
- instructions sur l'oraison :
  - chapitres 19 à 23 : les difficultés de la méditation
  - chapitres 24 à 26 : la prière vocale
- méditation sur la prière du Notre Père :
  - chapitres 27 à 29 : « Notre Père qui es aux Cieux… »
  - chapitres 30 à 31 : « Que ton nom soit sanctifié… »
  - chapitres 32 : « Que ta volonté soit faite… »
  - chapitres 33 à 35 : « Donne-nous notre pain de ce jour… »
  - chapitres 36 et 37 : « Remets-nous nos dettes… »
  - chapitres 38 à 42 : « Ne nous soumets pas à la tentation… »

## Destination de l'ouvrage
Cet ouvrage est destiné, initialement, aux religieuses carmélites du couvent Saint-Joseph à Ávila (couvent créé par Thérèse d'Avila). Par extension, le livre s'adresse à toutes les carmélites des couvents créés par Thérèse d'Avila. Mais très vite, le document sort du cercle des religieuses du Carmel et il est recherché par de nombreuses personnes en quête de conseils spirituels. La publication officielle de l'ouvrage et ses rapides traductions facilitent sa diffusion, et révèlent l'intérêt porté pour l'ouvrage en dehors du cercle fermé des carmélites déchaussées.

## Influence de l’œuvre
Cet ouvrage est abondamment repris et cité par les différents auteurs spirituels carmélitains, comme dans l'ouvrage Je veux voir Dieu du bienheureux Marie-Eugène de l'Enfant-Jésus.
Publié seul ou avec ses autres œuvres, l'ouvrage est régulièrement réédité depuis quatre siècles et il est disponible chez de nombreux éditeurs.

### Articles liés
- Thérèse d'Avila
- Le Château intérieur